# Moxostoma erythrurum
Moxostoma erythrurum és una espècie de peix de la família dels catostòmids i de l'ordre dels cipriniformes.

## Morfologia
- Pot assolir 78 cm de longitud total[3] (encara que la seua mida normal és de 28,8)[4] i 4.080 g de pes.[5][6][7]

## Reproducció
Té lloc a la primavera i els mascles defensen llurs territoris abans i durant el procés reproductor.

## Alimentació
Menja insectes (efèmeres, mosquits i tricòpters), petits mol·luscs, microcrustacis, detritus i algues.

## Hàbitat i distribució geogràfica
És un peix d'aigua dolça, demersal i de clima temperat (47°N-32°N), el qual es troba a Nord-amèrica: des de les conques dels Grans Llacs d'Amèrica del Nord, de la badia de Hudson i del riu Mississipi a Nova York i el Canadà (Manitoba i Ontario) fins a Dakota del Nord, Alabama i Oklahoma; des del riu Potomac a Maryland fins al riu Roanoke a Carolina del Nord; la conca de la badia de Mobile i el sud-oest de Mississipi, incloent-hi Arkansas, el districte de Colúmbia, Geòrgia, Illinois, Indiana, Iowa, Kansas, Kentucky, Michigan, Minnesota, Missouri, Ohio, Pennsilvània, Dakota del Sud, Tennessee, Texas, Virgínia, Virgínia Occidental, Wisconsin i el riu Ohio.

## Observacions
És inofensiu per als humans i la seua longevitat és d'11 anys.